# إزرائيل غوتمان
إزرائيل غوتمان (بالعبرية: ישראל גוטמן‏) هو مؤرخ وأستاذ جامعي ومؤلف إسرائيلي وبولندي، ولد في 20 مايو 1923 في وارسو في بولندا، وتوفي في 1 أكتوبر 2013 في القدس في إسرائيل.